# Erna Schneider
Erna Schneider (Irvington, 19 de junio de 1926) es una ingeniera e inventora estadounidense, y una de las primeras mujeres en registrar patentes de software.

## Trayectoria
Hija de una maestra y un dentista, vivió en South Orange, Nueva Jersey con su familia. Tuvo un hermano, el cual murió de polio a la edad de 5 años. Le gustaba nadar, navegar y hacer piragüismo, aunque también estaba muy interesada en la ciencia. Este interés le surgió a una edad relativamente temprana, tras leer la biografía de Marie Curie, y por la que pensó que podía tener éxito en el campo de la ciencia independientemente de las ideas predominantes sobre la desigualdad de género en este momento.
Estudió filosofía e historia clásica y medieval en el Wellesley Collegue, donde se graduó en 1948 con un trabajo sobre historia medieval y con las máximas calificaciones. Tras licenciarse se integró en la Phi Beta Kappa, sociedad de honor de las ciencias y las artes liberales, donde destacó como Durante Scholar. Se doctoró en filosofía y fundamentos de las matemáticas en la Universidad Yale en 1951. 

## Carrera

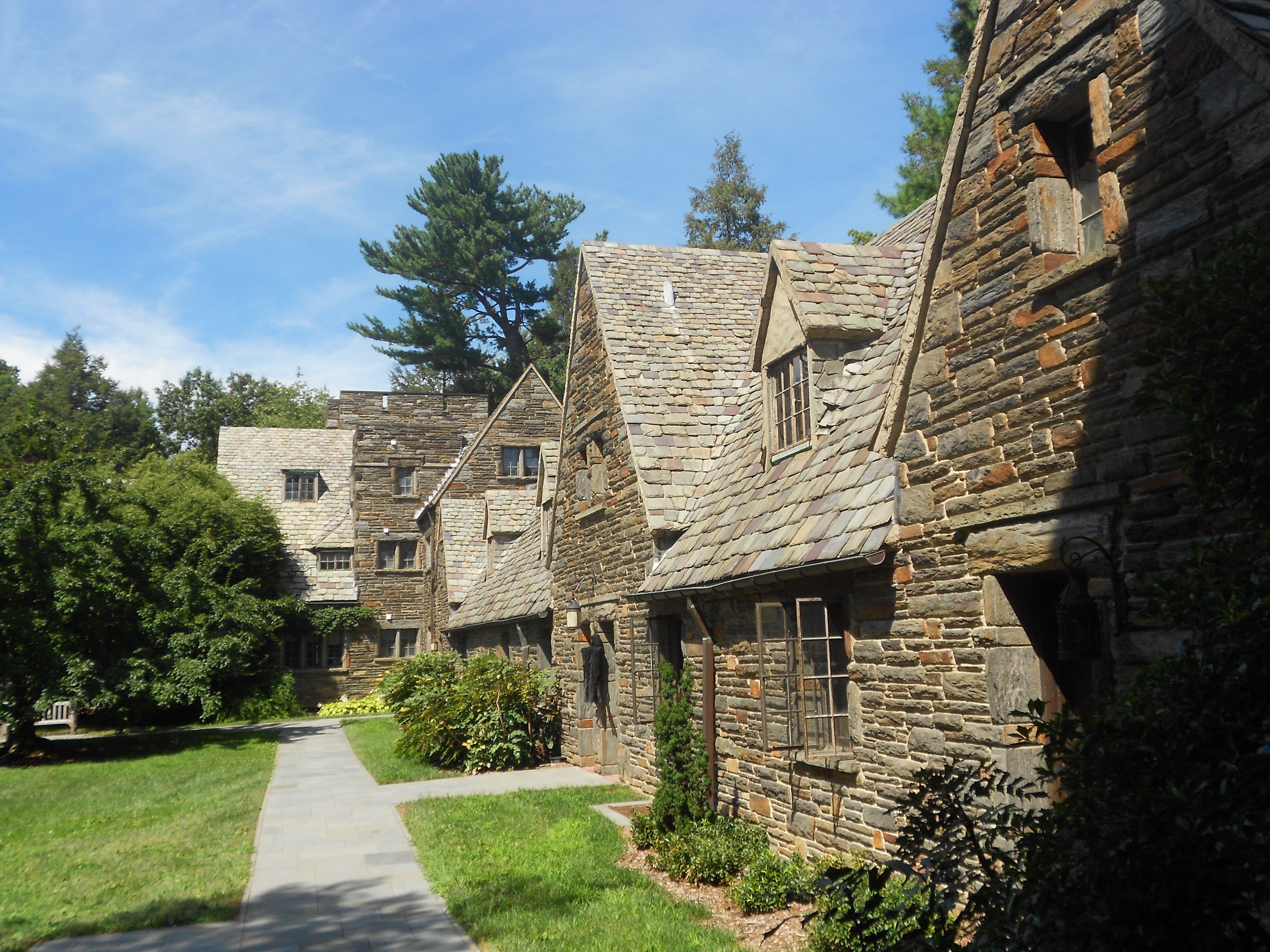
Universidad de Swarthmore.

Erna inició su carrera profesional en 1951 como profesora de filosofía y lógica en la Universidad de Swarthmore, donde según ella, no pudo ganar un puesto de tenencia debido a su género y estado civil.
Dos años después, en 1953, contrajo matrimonio con Charles Wilson Hoover, físico en Bell Telephone Laboratories, unas de las principales compañías mundiales dedicadas a la investigación de telecomunicaciones y electrónica, quien fue un gran apoyo para las actividades profesionales de esta.
En 1954, Erna Schneider, dejaba la docencia e ingresaba en el centro de Bell Labs en Holmdel (NJ) como técnica superior adjunta, ascendiendo de categoría en 1956 tras recibir la capacitación en ciencias computaciones. Por entonces, Bell Labs estaba investigando cómo dar el salto de los sistemas de conmutación telefónica completamente electrónica en una empresa de Morris, Illinois. Sin embargo, no se lograba evitar que las centrales dejaran de colapsarse ante la avalancha de centenares de miles de llamadas que entraban durante un pequeño lapso de tiempo, saturando los circuitos.
Gracias a su formación en lógica simbólica y teoría de la retroalimentación, encontró la solución a los picos de tráfico entrante experimentados en los equipos de conmutación electromecánicos de los laboratorios, posibilitando un servicio de mayor calidad en momentos de máxima carga. Programó mediante un algoritmo los dispositivos de control de una central telefónica de manera que pudieran usarse los datos de las llamadas entrantes para imponer orden a todo el sistema. Diseño una computadora para que monitorizara los procesos relacionados con la entrada y salida, dándoles prioridad en lugar de otros menos importantes como podían ser el mantenimiento de registros o la facturación. De este modo, el ordenador de la central podía ajustar automáticamente en tiempo real la tasa de frecuencia de aceptación de llamadas, con lo que se reducía el problema de la sobrecarga.
El sistema de conmutación electrónica inventado por Erna supuso una revolución en las comunicaciones, al introducir en ellas la informática (técnicas de computación, circuitos de transistores y programas de control almacenados en memoria), lo que dejaría obsoletos en poco tiempo a los tradicionales conmutadores electromecánicos. No solo impedía el colapso de las redes en los momentos de altos picos de tráfico, sino que asimismo se estaba poniendo la base de que hoy podamos mandar miles de millones de correos electrónicos al día.

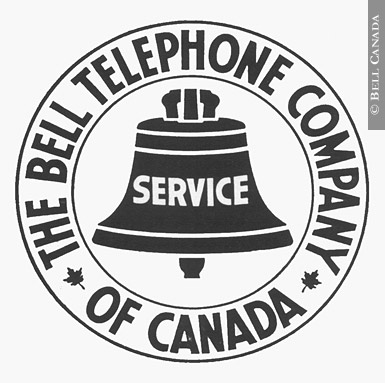
Logo Bell Telephone Company of Canada

- En 1965, con la denominación de "Number One Electronic Switching System" (1ESS), el invento de Hoover fue presentado por Bell Labs como el proyecto más ambicioso de su historia, siendo construido en Sucassunna (NJ) por Western Electric Company (WEC), una de las empresas fundadores de Bell Labs. Un año después, en San Francisco (California), Erna junto con Barry J. Eckhart, un técnico colaborador de Bell Telephone Company de Canadá, dieron una conferencia sobre los rendimientos del nueva sistema, conocido más adelante como "Control por Programa Almacenado".
- En 1971, Erna y Eckhart recibieron la patente estadounidense n.º 3.623.007 a sy nombre, registrada en 1967 y titulada "Feedback Control Monitor for Stored Program Data Processing System", cuyos principios se siguen utilizando en el siglo XXI. Este año, Erna Hoover obtuvo la patente, considerada una de las primeras de software.
- En 1970, WEC ya había obtenido la patente canadiense n.º 843.031 para idéntica invención, consignado a Erna y Eckhart como sus autores. En ambos casos, estas patentes fueron de las primeras de la historia en proteger software.
- En la década de los 70, Bell Labs encargó a Hoover la supervisión de los programas de control de radar del sistema de misiles antibalísticos estadounidense.
- En 1987, se convirtió en la primera mujer en desempeñar la jefatura del departamento técnico de la empresa. Allí dirigió investigaciones en métodos de inteligencia artificial, grandes bases de datos y software para redes telefónicas.

- Ese mismo año, Hoover se jubiló tras 32 años en Bell Labs. Desde entonces se ha dedicado a difundir la importancia de la educación en todos sus niveles, denunciado la escasez de mujeres científicas entre el profesorado.
- Siendo integrante de los órganos directivos de universidades estatales como la de Trenton (1980) y la de Nueva Jersey (1983), ha defendido el valor de la educación pública superior a través de la captación de los mejores alumnos y la inversión de fondos estatales.
- En 1990, su antigua universidad la premió por sus logros.
- En 2008, ingresó en el Salón de la Fama de los Inventores Nacionales.

## Premios
A lo largo de su vida, Erna Schneider consiguió algunos premios, tales que: 
- Fue galardonada con una de las primeras patentes de software.
- Fue elegida como miembro del Salón de la Fama de los Inventores Nacionales en 2008.
- Recibió el premio al logro de exalumnos por su antigua universidad, Wellesley College.